# Diadegma simplificator
Diadegma simplificator är en stekelart som beskrevs av Aubert 1964. Diadegma simplificator ingår i släktet Diadegma och familjen brokparasitsteklar. Inga underarter finns listade i Catalogue of Life.